# 大光寺の怪異

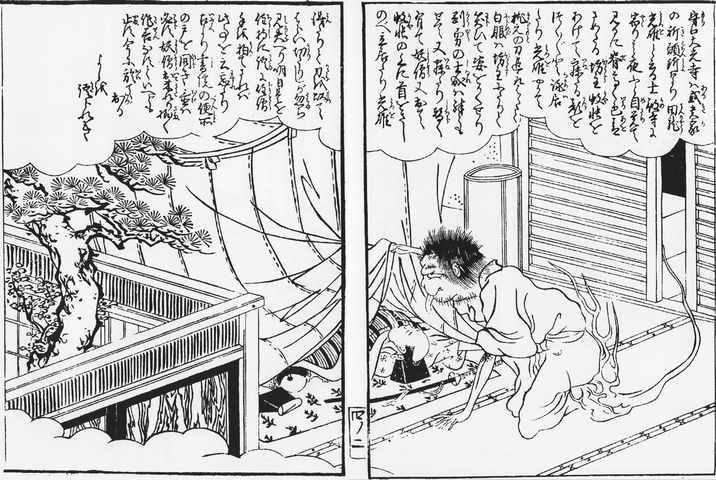
速水春暁斎画『絵本小夜時雨』巻四より「大光寺の怪異」

大光寺の怪異（だいこうじのかいい）は、大光寺という寺に現われた怪異である。江戸時代の絵本読本である『絵本小夜時雨』に記述がある。

## 概要
大光寺は守口（現・大阪府守口市）にあり、ある公家の祈祷所であった。田竜光雄という武士が、大光寺に宿泊した。夜中に田竜が蚊帳を吊って寝ていた所、その蚊帳をするすると持ち上げ、僧の姿をした何者かがぬっと顔を覗き込んでくるが、これはいくら切っても突いても効果がなかった。翌朝、寺の僧に話すと、僧は祈祷などをしても全く効果がなかったと答えたという。
『絵本小夜時雨』にある地名の「守口」は守口市であることが判明しているものの、大光寺については未詳である。近世には破戒僧の多くの説話が確認されており、この怪談もまた僧が妖怪と化したものと指摘されている。